# تیزکولی
تیزکولی از ماهیان گرمسیری آب‌های شیرین است که به خانوادهٔ کپورماهیان تعلق دارد.
تیزکولی بدن کشیده دارای برجستگی تیز در سطح شکمی دارد که از باله سینه‌ای تا باله مخرجی کشیده شده است.